# Changeup

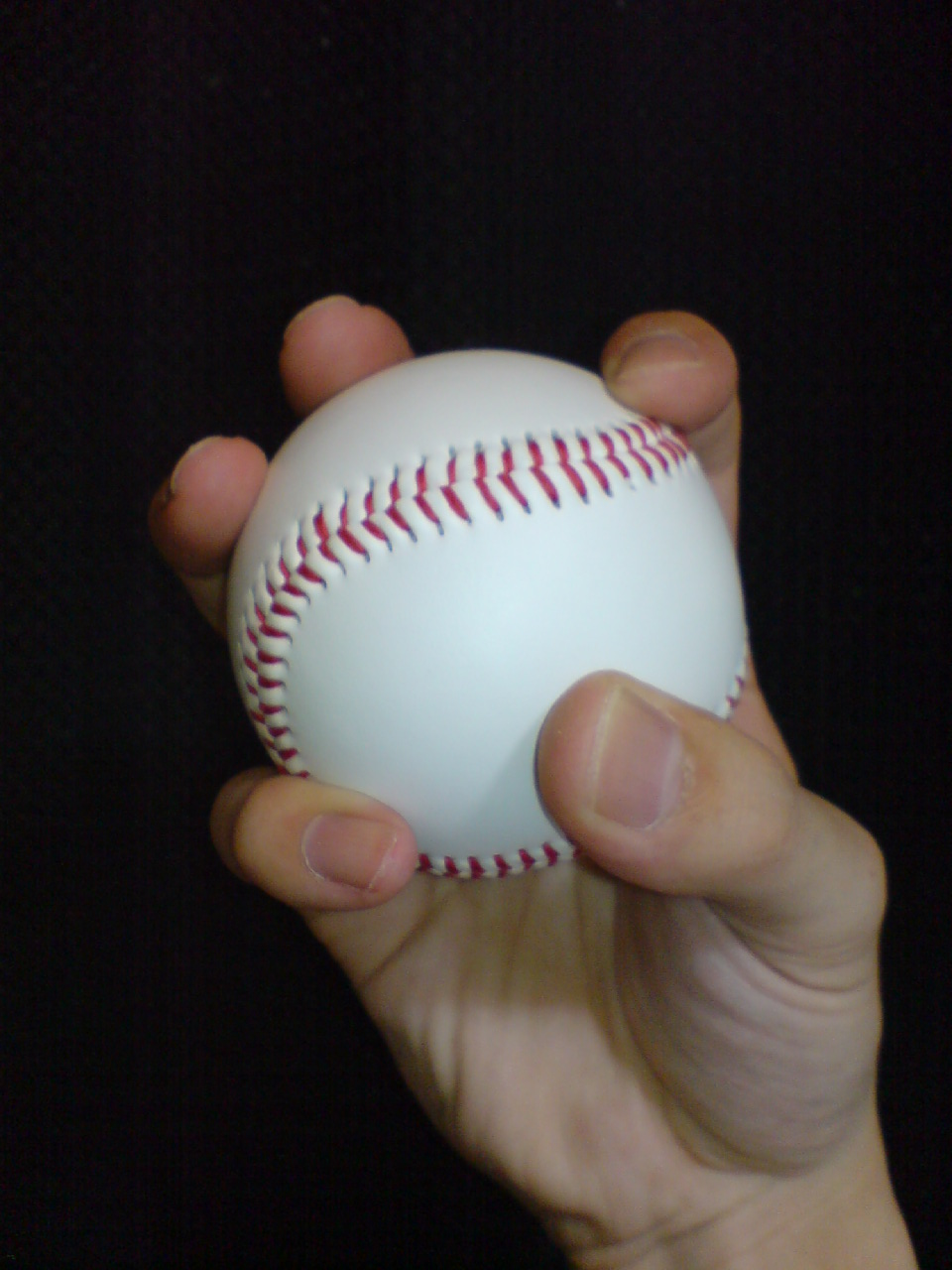
Griff beim Changeup

Der Changeup (oder kurz change) ist ein Pitch (Wurf) im Baseball, der absichtlich langsam geworfen wird. Berüchtigte Changeups werden von den Pitchern Trevor Hoffman, Pedro Martínez, Johan Santana, Brad Radke, Cole Hamels und Éric Gagné geworfen.
Der Sinn dieser Variante besteht darin, dass der Batter den Changeup mit anderen Würfen verwechseln kann, vornehmlich mit dem Fastball, der etwa 10–15 mph schneller ist. Dazu ist es unerlässlich, dass die Wurfbewegung wie die der anderen Pitches aussieht Insbesondere muss die Geschwindigkeit der Wurfhand (handspeed) für den Batter gleich aussehen. Zu der Täuschung kommt häufig noch eine zusätzliche Bewegung, z. B. nach unten und lateral, die möglichst spät einsetzen soll. Man sagt, dass dies den Changeup schneller aussehen lässt, was das Timing des Batters stört.
Das Equivalent im Cricket ist der Slower Ball.

## Taktik
Der Changeup ist ein guter Wurf, um die Geschwindigkeit zu variieren. Wenn der Hitter z. B. einen innen gepitchten Fastball (inside fastball) entgegen seiner Schlagrichtung foult (ins Seitenaus schlägt), dann ist das ein Hinweis darauf, dass der Hitter zu langsam war. Er wird sich darum bemühen, beim nächsten Pitch noch früher am Ball zu sein. Das ist eine Situation, in der man einen Changeup wirft, weil man dann erwartet, dass er beim nächsten Pitch viel zu früh Kontakt hat, und den Ball verpasst und nur sehr schwach trifft. Eine andere Situation ist der sog. hitters count – also drei balls und keinen oder einen strike – wenn der Pitcher in der Defensive ist, einen Strike werfen muss und dazu meist zu seinem besten Pitch greift.

## Griffe
Damit der Ball nun langsamer fliegt, gibt es mehrere Griffe. Am häufigsten greift der Pitcher den Ball mit drei Fingern (Zeige-, Mittel- und Ringfinger), statt mit zwei Fingern, wobei manche Pitcher den Zeigefinger krümmen und mit Zeigefinger und Daumen ein „OK“-Zeichen bilden (der sog. Circle changeup). Eine weitere Möglichkeit ist, Mittelfinger und Ringfinger zu spreizen, so dass sie ein „V“ (Vulcan changeup oder splinge) bilden. 